# Alfe Menasche
Alfe Menasche  ist eine  israelische Siedlung im Westjordanland mit 7.951 Einwohnern (Stand: Januar 2022). Sie wurde 1983 gegründet. Seit 1987 ist die Siedlung auch Verwaltungssitz der gleichnamigen Gemeindeverwaltung. Der Name der Siedlung stammt aus dem fünften Buch Mose (Deuteronomium), Kapitel 33, Vers 17 und bedeutet Tausende Manasses.